# Feldtauben

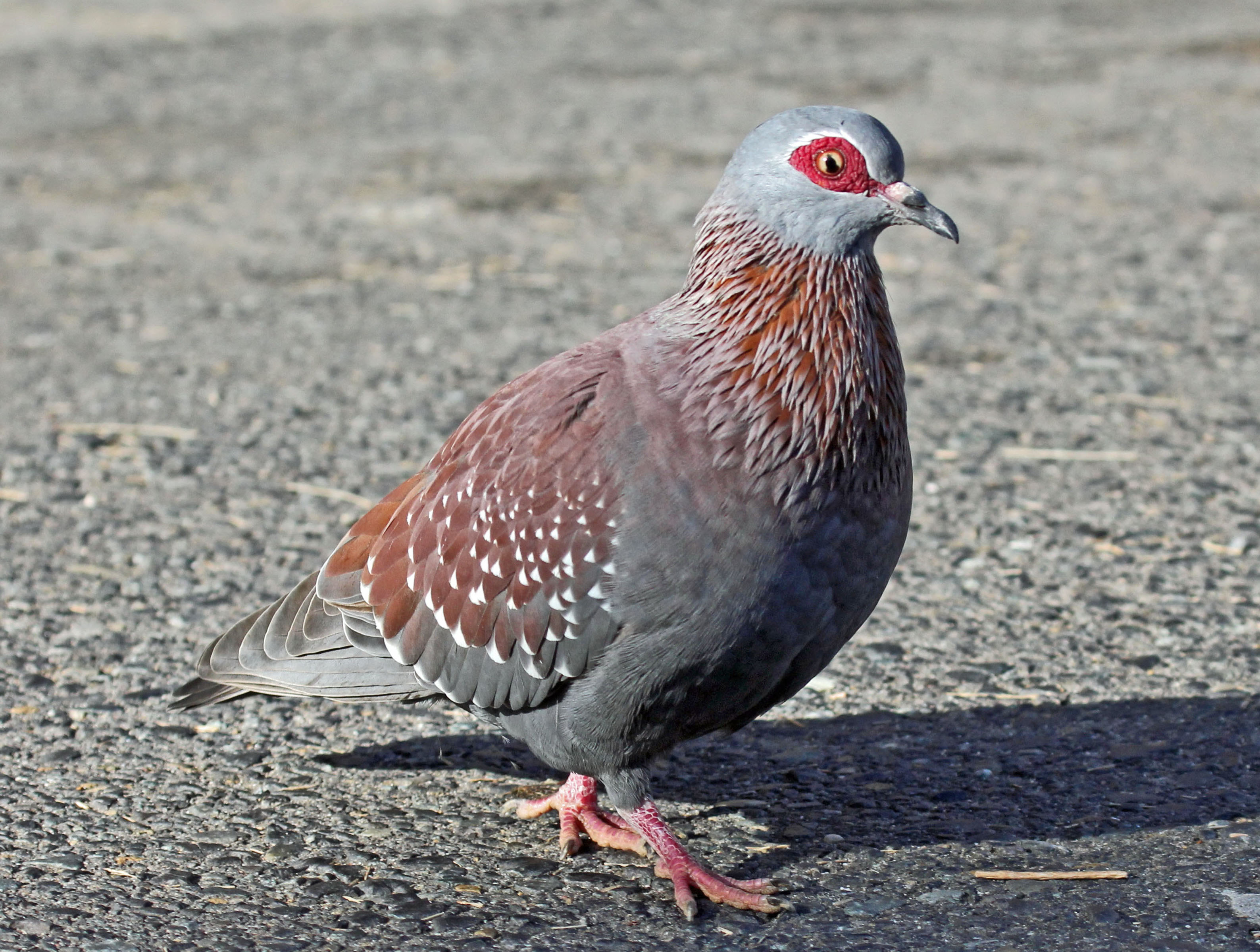
Guineataube

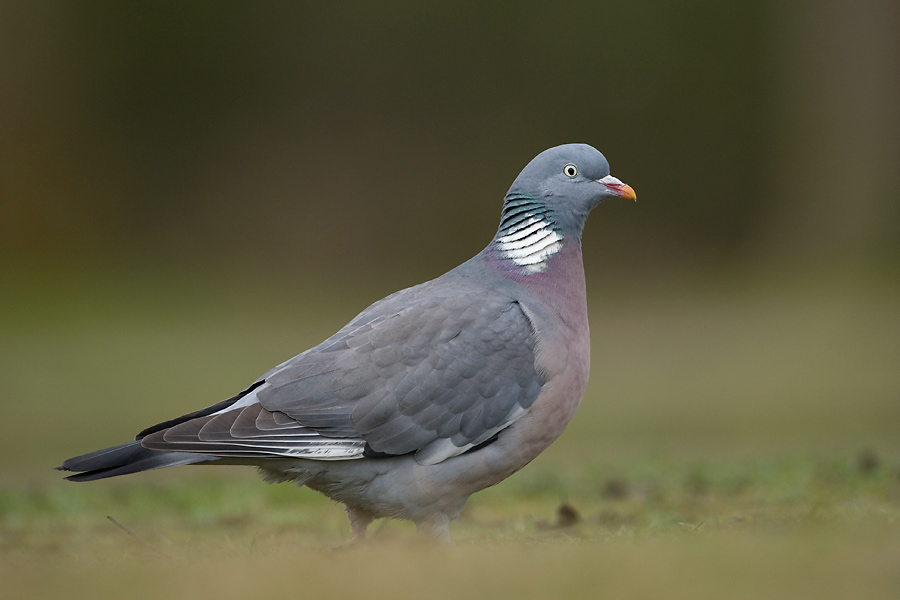
Ringeltaube

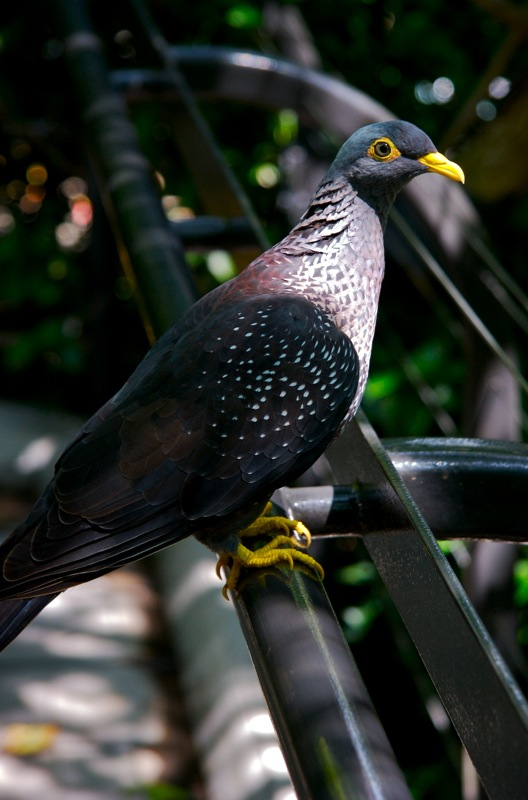
Oliventaube

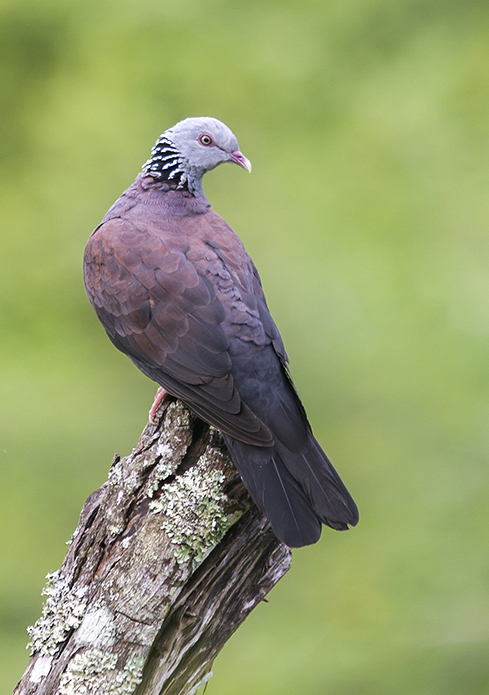
Nilgiritaube, Kerala, Indien

Die Feldtauben (Columba) sind eine artenreiche Gattung der Tauben (Columbidae) und zählen innerhalb dieser artenreichen Familie zur Unterfamilie der Columbinae. Sie kommen überwiegend in der Alten Welt vor. Eine genetische Analyse von Kevin P. Johnson et al. legt nahe, die neuweltlichen Arten, die sich wie eine Schwestergruppe zu Streptoplia verhalten, als eigene Gattung unter dem Namen Amerikanische Feldtauben Patagioenas zu führen. Es handelt sich überwiegend um Baumbewohner, wenn auch die meisten Arten zum Fressen gelegentlich auf den Boden kommen.

## Erscheinungsmerkmal
Feldtauben sind mittelgroße bis große Tauben. Die typische Feldtaube hat die Größe einer Stadt- oder Ringeltaube. Waldbewohnende Arten haben in der Regel kürzere Flügel und längere Schwänze. Bei der waldbewohnenden Ringeltaube sind im Jugendalter noch die Merkmale von Tauben offener Landschaften vorhanden: Die Flügel sind länger und der Schwanz ist im Vergleich dazu kurz. Typisch sind blaue, graue und braune Gefiedertöne. Viele Arten haben auffallende Flecken in der Halsgegend. Sie unterscheiden sich von den Turteltauben durch ihre Größe, den längeren Schwanz sowie Läufe, die im vorderen oberen Bereich befiedert sind.

## Fortpflanzung
Die meisten Arten leben paarweise. Beide Elternvögel füttern die Jungen, die Nesthocker sind. Das Gelege besteht in der Regel aus zwei Eiern. Einige Arten haben allerdings Gelege mit nur einem Ei. Die europäischen Arten wechseln ihr Klein- und Großgefieder, nachdem sie selbständig geworden sind.

## Arten
- Weißgenicktaube (Columba albinucha)
- Amharentaube (Columba albitorques)
- Silbertaube (Columba argentina)
- Oliventaube (Columba arquatrix)
- Bolles Lorbeertaube (Columba bollii)
- Bronzehalstaube (Columba delegorguei)
- Nilgiritaube (Columba elphinstonii)
- Ufertaube (Columba eversmanni)
- Guineataube (Columba guinea)
- Schwarzschnabel-Oliventaube (Columba hodgsonii)
- Glanzkopftaube (Columba iriditorques)
- Veilchentaube (Columba janthina)
- Lorbeertaube (Columba junoniae)
- Weißbrusttaube (Columba leucomela)
- Schneetaube (Columba leuconota)
- Felsentaube (Columba livia)
- Malherbetaube (Columba malherbii)
- Hohltaube (Columba oenas)
- Somalitaube (Columba oliviae)
- Gelbfußtaube (Columba pallidiceps)
- Andamanentaube (Columba palumboides)
- Ringeltaube (Columba palumbus)
- Komorentaube (Columba polleni)
- Himalayataube (Columba pulchricollis)
- Kupfertaube (Columba punicea)
- Klippentaube (Columba rupestris)
- Rotschnabel-Oliventaube (Columba sjostedti)
- Langschwanz-Oliventaube (Columba thomensis)
- Ceylontaube (Columba torringtonii)
- Silberhalstaube (Columba trocaz)
- Kongotaube (Columba unicincta)
- Weißwangentaube (Columba vitiensis)

## Arten, die vormals zu den Feldtauben gerechnet wurden
Nachfolgend sind die Arten angeführt, die früher zu den Feldtauben gerechnet wurden, die heute jedoch allgemein der Gattung Amerikanische Feldtauben (Patagioenas) zugeordnet werden.:
- Araukanertaube (Patagioenas araucana)
- Karibentaube (Patagioenas caribaea)
- Rotrückentaube (Patagioenas cayennensis)
- Nacktaugentaube (Amerikanische Feldtaube) (Patagioenas corensis)
- Schuppenhalstaube (Patagioenasa fasciata)
- Rotschnabeltaube (Patagioenas flavirostris)
- Goodsontaube (Patagioenas goodsoni)
- Rosenschultertaube (Patagioenas inornata)
- Weißkopftaube (Patagioenas leucocephala)
- Maskentaube (Patagioenas maculosa)
- Kurzschnabeltaube (Patagioenas nigrirostris)
- Salvintaube (Patagioenas oenops)
- Picazurotaube (Patagioenas picazuro)
- Weintaube (Patagioenas plumbea)
- Schuppenbauchtaube (Patagioenas speciosa)
- Antillentaube (Patagioenas squamosa)
- Purpurtaube (Patagioenas subvinacea)

Folgende Art wird ebenfalls nicht mehr den Feldtauben zugeordnet, sondern in eine eigenständige Gattung gestellt:
- Zimttaube (Aplopelia larvata)

Für die Sao-Tomé-Taube ist noch unklar, ob sie als Aplopelia larvata simplex und damit als eine Unterart der Zimttaube behandelt wird oder ob ihr ein eigener Artstatus zugebilligt wird. Sie würde dann entsprechend als Aplopelia simplex geführt werden.